# 582
Раннє Середньовіччя. Триває чума Юстиніана. У Східній Римській імперії завершилося правління Тиберія II, розпочалося правління Маврикія. Лангобарди частково окупували Італію і утворили в ній Лангобардське королівство. Франкське королівство розділене між синами Хлотара I. Іберію займає Вестготське королівство. В Англії розпочався період гептархії.
У Китаї період Північних та Південних династій. На півдні править династія Чень, на півночі — династія Суй. Індія роздроблена. В Японії триває період Ямато. У Персії править династія Сассанідів. Степову зону Азії та Східної Європи контролює Тюркський каганат.
На території лісостепової України в VI столітті виділяють пеньківську й празьку археологічні культури. VI століття стало початком швидкого розселення слов'ян. У Північному Причорномор'ї співіснують різні кочові племена, зокрема гуни, сармати, булгари, алани, авари.

## Події
- 14 серпня помер візантійський імператор Тиберій II Констянтин. Новим імператором став Маврикій.
- Візантійці завдали поразки перській армії під Константиною.
- Авари при допомозі слов'ян взяли після трирічної облоги Сірмій.
- На півдні Галлії з'явився узурпатор Гондовальд, начебто незаконний син Хлотара I. Король Бургундії Гунтрамн придушив бунт.
- Патріархом Константинополя став Святий Іван IV Постник.